# Rauvolfia tetraphylla
Rauvolfia tetraphylla är en oleanderväxtart som beskrevs av Carl von Linné.
Rauvolfia tetraphylla ingår i släktet Rauvolfia och familjen oleanderväxter. Inga underarter finns listade i Catalogue of Life.